# Hany Ramzy
Hany Guda Ramzy (ar. هاني جودة رمزي, ur. 10 marca 1969 w Kairze) – piłkarz egipski grający na pozycji środkowego obrońcy.

## Kariera klubowa
Ramzy pochodzi z Kairu. Jego pierwszym klubem w karierze był tamtejszy Al-Ahly. W 1987 roku jako 18-latek zadebiutował w egipskiej lidze. W sezonie 1988/1989 osiągnął największe sukcesy za czasów gry w Al-Ahly, gdy wywalczył zarówno mistrzostwo Egiptu, jak i Puchar Egiptu. W 1990 roku odszedł z klubu i trafił do szwajcarskiego Neuchâtel Xamax, w którym w późniejszych latach grał z rodakami, Ibrahimem Hassanem oraz Hossamem Hassanem. W pierwszej lidze Szwajcarii od 1990 do 1994 roku rozegrał 85 meczów i zdobył 9 goli.
Latem 1994 roku Ramzy przeszedł do niemieckiego Werderu Brema. Kosztował 1,5 miliona dolarów i stał się wówczas najdroższym w historii egipskim piłkarzem. W Bundeslidze zadebiutował 20 sierpnia 1994 w zremisowanym 1:1 wyjazdowym meczu z Dynamem Drezno. W zespole Werderu stworzył blok obronny z Michaelem Schulzem i Ulrichem Borowką. W 1995 roku wywalczył z tym klubem wicemistrzostwo Niemiec. W kolejnych trzech latach grał w obronie z Brazylijczykiem Júniorem Baiano i Niemcami Andree Wiedenerem, Thomasem Wolterem, Ukraińcem Wiktorem Skrypnykiem i Szwajcarem Raphaëlem Wickym. W Werderze przez 4 lata zagrał 98 razy zdobywając 3 bramki.
W 1998 roku Egipcjanin został piłkarzem 1. FC Kaiserslautern. Swoje pierwsze ligowe spotkanie w jego barwach rozegrał 22 marca 1998 przeciwko Borussii Mönchengladbach (2:1). W 2003 roku dotarł z Kaiserslautern do finału Pucharu Niemiec, który wygrał Bayern Monachium (3:1). W tamtym roku doznał kontuzji kolana, która wykluczyła go z gry na 2 lata. W 2005 roku wrócił do uprawiania sportu, ale po rozegraniu 4 meczów w 1. FC Saarbrücken zakończył karierę piłkarską.
| Sezon   | Klub                 | Kraj       | Rozgrywki      | Mecze | Bramki |
| ------- | -------------------- | ---------- | -------------- | ----- | ------ |
| 1987/88 | Al-Ahly Kair         | Egipt      | Premier League | ?     | ?      |
| 1988/89 | Al-Ahly Kair         | Egipt      | Premier League | ?     | ?      |
| 1989/90 | Al-Ahly Kair         | Egipt      | Premier League | ?     | ?      |
| 1990/91 | Neuchâtel Xamax      | Szwajcaria | Nationalliga A | 11    | 1      |
| 1991/92 | Neuchâtel Xamax      | Szwajcaria | Nationalliga A | 28    | 3      |
| 1992/93 | Neuchâtel Xamax      | Szwajcaria | Nationalliga A | 27    | 2      |
| 1993/94 | Neuchâtel Xamax      | Szwajcaria | Nationalliga A | 19    | 3      |
| 1994/95 | Werder Brema         | Niemcy     | Bundesliga     | 27    | 2      |
| 1995/96 | Werder Brema         | Niemcy     | Bundesliga     | 22    | 0      |
| 1996/97 | Werder Brema         | Niemcy     | Bundesliga     | 24    | 0      |
| 1997/98 | Werder Brema         | Niemcy     | Bundesliga     | 25    | 1      |
| 1998/99 | 1. FC Kaiserslautern | Niemcy     | Bundesliga     | 32    | 3      |
| 1999/00 | 1. FC Kaiserslautern | Niemcy     | Bundesliga     | 25    | 2      |
| 2000/01 | 1. FC Kaiserslautern | Niemcy     | Bundesliga     | 27    | 1      |
| 2001/02 | 1. FC Kaiserslautern | Niemcy     | Bundesliga     | 29    | 5      |
| 2002/03 | 1. FC Kaiserslautern | Niemcy     | Bundesliga     | 16    | 1      |
| 2003/04 | 1. FC Kaiserslautern | Niemcy     | Bundesliga     | 1     | 0      |
| 2004/05 | 1. FC Kaiserslautern | Niemcy     | Bundesliga     | 0     | 0      |
| 2005/06 | 1. FC Saarbrücken    | Niemcy     | 2. Bundesliga  | 4     | 0      |

## Kariera reprezentacyjna
W reprezentacji Egiptu Ramzy zadebiutował 15 listopada 1988 roku w zremisowanym 2:2 towarzyskim spotkaniu z Kuwejtem. W 1990 roku został powołany przez selekcjonera Mahmouda El-Gohariego do kadry na Mistrzostwa Świata we Włoszech. Tam był podstawowym zawodnikiem Egipcjan i wystąpił we 3 spotkaniach: z Holandią (1:1), z Irlandią (0:0) i z Anglią (0:1). W swojej karierze wystąpił także w takich turniejach jak: Puchar Narodów Afryki 1992, Puchar Narodów Afryki 1994, Puchar Narodów Afryki 1996, Puchar Narodów Afryki 1998 (wywalczył wówczas mistrzostwo Afryki), Puchar Konfederacji 1999, Puchar Narodów Afryki 2000 i Puchar Narodów Afryki 2002. 12 marca 2003 wystąpił w kadrze narodowej po raz ostatni, w przegranym 1:2 sparingu z Danią. Łącznie zagrał w niej 124 razy i strzelił 6 goli.

## Nagrody
- Ramzy został nominowany do grupy Najlepszych Piłkarzy Afryki w ostatnich 50 latach. W plebiscycie tym zajął 19. miejsce.
- Ramzy zajął 5. miejsce w plebiscycie France Football na Piłkarza Roku w Afryce w 1990 roku.
- Ramzy zajął 9. miejsce w plebiscycie CAF na Piłkarza Roku w Afryce w latach 2000 i 2001.
- Ramzy został uznany najlepszym libero Pucharu Narodów Afryki 1992.
- Ramzy został uznany najlepszym obrońcą Pucharu Narodów Afryki 2002.
- Ramzy jest jedynym egipskim piłkarzem grającym w zespole światowych gwiazd. Wystąpił 12 czerwca 1999 podczas otwarcia Stadionu Olimpijskiego w Sydney.
- Ramzy, jako jedyny Egipcjanin, wystąpił w 6 kolejnych turniejach Pucharu Narodów Afryki w latach 1992, 1994, 1996, 1998, 2000 i 2002.